# یان گل
یان گِل (زاده ۱۷ سپتامبر ۱۹۳۶؛ انگلیسی: Jan Gehl) معمار طراح منظر دانمارکی است که در کارش در کوپنهاگ بر توسعه کیفیت حیات شهری از طریق جهت دهی دوباره طراحی شهری به سوی پیاده-مداری متمرکز است. او یکی از بنیانگذاران «معماران گل» هم هست.

## اثرگذاری

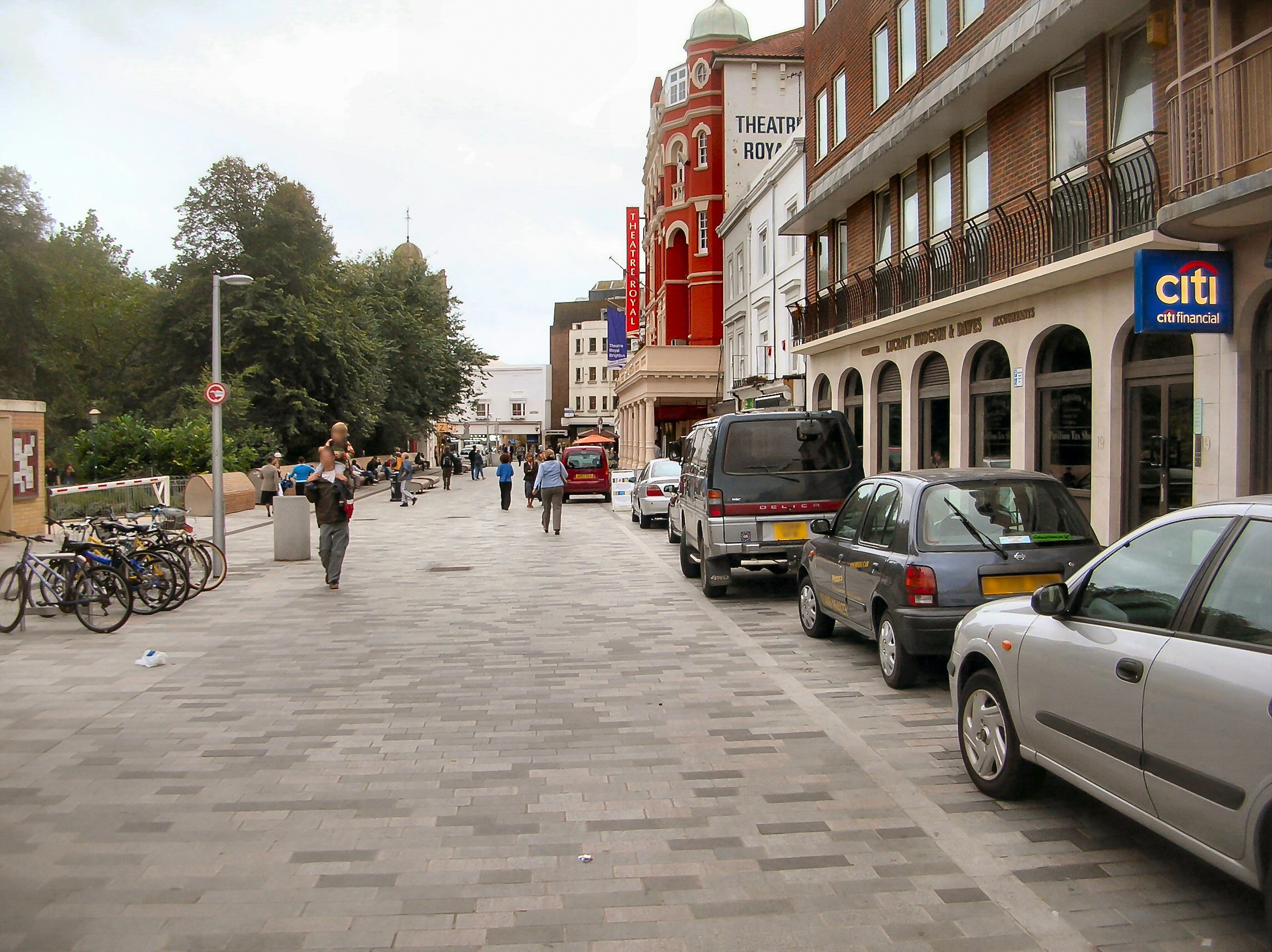
نیو رود، برایتون

او کتاب بسیار اثرگذار خود با عنوان «زندگی در میان ساختمان‌ها» را در سال ۱۹۷۱ نخستین بار منتشر کرد که بعد در سال ۱۹۸۷ به انگلیسی ترجمه شد. او از رویکرد مستقیم و خطی در قبال توسعه فرم شهری حمایت می‌کند:رویکردی که به دنبال مستند کردن سیستماتیک فضاهای شهری، ایجاد بهبودهای به تدریج افزایشی است. در سال ۲۰۱۲ کتاب او در قالب فیلمی با همین عنوان در نمایشگاه «معماری جدید اسکاندیناوی» در موزه هنر مدرن لویزیانا و سپس دوسالانه ونیز به نمایش درآمد.

## منتخب جوایز
- 1992، دکتری افتخاری از دانشگاه هریوت-وات
- 1993 جایزه سر پاتریک ابرکرومبی برای خدمات مثال زدنی اش به حوزه توسعه منطقه ای و برنامه ریزی شهری
- 1998 جایزه انجمن پژوهش های طراحی محیطی
- 2007 جایزه آکادکی شهرسازی
- 2008 جایزه موسسه منظر
- 2015 جایزه معماری پایدار